# فوتبال در بازی‌های آسیایی ۱۹۷۸
فوتبال یکی از ورزش‌های بازی‌های آسیایی ۱۹۷۸ است که از ۱۰ تا ۲۰ دسامبر ۱۹۷۸ در بانکوک تایلند برگزار شد.